# Cry (Just a Little)
"Cry (Just a Little)" é uma canção da dupla holandesa Bingo Players do gênero dance lançado pela Hysteria Records. Ele foi lançado na Bélgica como download digital em 18 de maio de 2011 e depois foi lançado no Reino Unido em 18 de setembro de 2011. A canção têm vocal simples de "Piano In The Dark" de Brenda Russel que foi originalmente escrita por Scott Cutler, Brenda Russell e Jeff Hull.

## Videoclipe
O videoclipe da canção foi lançado no Youtube em 14 de junho de 2011 em um comprimento total de três minutos e vinte segundos.

## Faixas
| Donwload digital |                                            |         |  |
| N.º              | Título                                     | Duração |  |
| 1.               | "Cry (Just a Little)" (Original Mix)       | 6:18    |  |
| 2.               | "Cry (Just a Little)" (Olav Basoski Remix) | 6:44    |  |
| 3.               | "Cry (Just a Little)" (Club Edit)          | 3:58    |  |
| 4.               | "Cry (Just a Little)" (Radio Edit)         | 3:04    |  |

| Download digital do Reino Unido |                                          |         |  |
| N.º                             | Título                                   | Duração |  |
| 1.                              | "Cry (Just a Little)" (UK Radio Edit)    | 2:21    |  |
| 2.                              | "Cry (Just a Little)" (Radio Edit)       | 3:04    |  |
| 3.                              | "Cry (Just a Little)" (Original Mix)     | 6:18    |  |
| 4.                              | "Cry (Just a Little)" (Olav Basoski Mix) | 6:44    |  |
| 5.                              | "Cry (Just a Little)" (XNRG Mix)         | 4:58    |  |

## Posições
| Posições (2011)                   | Melhores posições |
| --------------------------------- | ----------------- |
| Bélgica (Ultratop 50 de Flandres) | 28                |
| Países Baixos (Single Top 100)    | 7                 |
| Reino Unido (UK Dance Chart)      | 7                 |
| Reino Unido (UK Singles Chart)    | 44                |

## Histórico de lançamento
| País        | Data                   | Formato          | Gravadora            |
| ----------- | ---------------------- | ---------------- | -------------------- |
| Bélgica     | 18 de maio de 2011     | Download digital | Mostiko              |
| Reino Unido | 18 de setembro de 2011 | Download digital | All Around the World |